# Oshwe (territoire)
Le territoire d'Oshwe est une entité administrative déconcentrée de la province de Mai-Ndombe en république démocratique du Congo.

## Géographie
La région de Oshwe

## Subdivisions
Le territoire d’Oshwe est constitué de la commune d'Oshwe et de 4 secteurs :
| Subdivision          | Statut  | Notes                                          |
| -------------------- | ------- | ---------------------------------------------- |
| Oshwe                | Commune | 7 conseillers municipaux                       |
| Entre Lukenie Lokoro | Secteur | groupements de Bokongo, Imoma, Mbindja-Nkamba, |
| Kangara              | Secteur | groupements de Booli et Etwali-Bokala          |
| Lokolama             | Secteur | groupements de Bolendo et Bolongo              |
| Lukenie              | Secteur | groupements de Batito et Ipanga                |